# سايكدليك ترانس
سايكدليك ترانس (بالإنجليزية: Psychedelic Trance)‏ تسمى اختصارا سايترانس (psytrance) أو ساي (Psy) هي نوع فرعي من موسيقى ترانس التي تتميز بترتيبات الإيقاعات والألحان ذات الطبقات التي تُنشئ بواسطة نغمات موسيقية عالية الإيقاع. يقدم هذا النوع تنوعًا من حيث المزاج والإيقاع والأسلوب. تتضمن بعض الأمثلة:
- فال أون «Full on»،

- دارك ساي «darkpsy»،
- فورست «Forest»،
- مينمال «Minimal (Zenonesque)»،
- هيتش ساي «hitech psy»،
- بروغريسف «progressive»،
- سيومي «suomi»،
- ساي شيل «psy-chill»،

- ساي كور «psycore» (تدمج بين موسيقى سايكدليك ترانس موسيقى هاردكور)،
- ساي بيانت «psybient» (تدمج بين موسيقى سايكدليك ترانس وموسيقى «ambient»)،
- ساي بريكس «psybreaks»،

تتضمن الأمثلة الأخرى "مقاطع" معدلة من أنواع موسيقية أخرى. تجاوزت موسيقى «غوا ترانس» (Goa trance) موسيقى «سايترانس»، غير أن هذه الأخيرة تطورت عندما أصبحت الوسائط الرقمية أكثر استخدامًا. فيما تستمر موسيقى "غوا" هي الأخرى في التطور جنبًا إلى جنب مع باقي الأنواع الأخرى.